# مغرب (روزنامه)
مغرب روزنامه اصلاح‌طلب ایران بود که به قلم جمعی از روزنامه‌نگاران اصلاح‌طلب از تاریخ ۳۱ مرداد ۱۳۹۱ منتشر و بعد از چاپ تنها ۷۹ شماره مورخ ۷ آذر ۱۳۹۱ توقیف شد. این روزنامه پس از رفع توقیف، دوره دوم خود را از تاریخ ۵ اسفند ۱۳۹۱ آغاز کرد که در این دوره نیز تنها پس از چاپ ۱۵ شماره، لغو امتیاز شد.

## آغاز به کار
اولین شماره روزنامهٔ «مغرب» در تاریخ ۳۱ مرداد ۱۳۹۱ با مدیرمسوولی مهدی امامی ناصری و سردبیری امیر موسی کاظمی در ۲۴ صفحه منتشر شد. این روزنامه به عنوان «اولین روزنامه بین‌المللی صبح ایران» پیش از انتشار در سطح شهر تهران و برخی شهرستان‌های ایران تبلیغ‌های وسیعی انجام داده بود. مغرب، از آغاز انتشار خود، هر روز یک ضمیمه رایگان ۱۶ صفحه‌ای را نیز منتشر می‌کرد. ضمیمه‌های رایگان این روزنامه با عنوان‌های «سه و نیم» «چشمه» «تیمچه» «آدمک» «دریچه» و «گزارشگر» هرکدام حول محور موضوع‌های خاص سیاسی، اقتصادی و فرهنگی منتشر می‌شدند. روزنامه مغرب هر روزه رنگ نوار لوگوی خود را با رنگ عکسِ یکِ صفحه نخست، تطبیق داده و رنگ صفحه نخست را بر اساس رنگ عکسِ یکِ خود منتشر می‌کرد. این شیوه چاپ، بعدها در بسیاری از روزنامه‌ها استفاده شد.

صفحه اول روزنامه مغرب. سه شنبه چهاردهم شهریور ۱۳۹۱. این اولین بار بعد از جریانات پس از انتخابات سال ۱۳۸۸ و حصر خانگی میر حسین موسوی بود که یک روزنامه در تیتر اول خود اسم و خبرهایی از او را منتشر می‌کرد.

## صفحه آخر
صفحه آخر روزنامه مغرب، شیوه جدیدی از روزنامه‌نگاری را بنیاد نهاد. در این صفحه ضمن منتشر شدن یادداشت‌هایی با زبان محاوره به وسیله روزنامه نگاران مغرب، باکسِ عکسی طراحی شده بود، که اعضای هیئت تحریره این روزنامه، دربارهٔ آن کامنت می‌گذاشتد، این باکس عکس به شکلی فیسبوکی طراحی شده بود. همچنین در صفحه آخر این روزنامه یادداشت‌هایی از مخاطبان عمومی روزنامه نیز منتشر می‌شد.

## بازگشت آرامش
در تاریخ ۲۸ شهریور ۱۳۹۱ در حالی که هنوز یک ماه از فعالیت روزنامه مغرب نگذشته بود، این روزنامه با تیتر اول «مغرب فردا منتشر نمی‌شود» و با رو تیتر «بازگشت آرامش» نوشت: «خسته‌ایم از تهدیدها به جای تربیت‌ها، از فشارها به جای حمایت‌ها، از تنگ نظری‌ها به جای گشاده‌رویی‌ها، از سیاه دیدن‌ها، به جای سفید دیدن‌ها، و از زیر کشیدن‌ها به جای رو بودن‌ها، یک ماه گذشت یک ماه پر از التهاب و استرس یک ماهی که هرشب اش با هراس از واکنش‌های سیاه صبح شد و هر صبح اش با استرس تلفن‌های قرمز، شب یک ماهی که باید اسمش را بگذاریم شهریور التهاب» در این یادداشت آمده بود طی همین فعالیت کوتاه مدت مغرب، این روزنامه بارها از سوی نیروهای خودسر تهدید شده‌است؛ به همین بهانه روزنامه برای «بازگشت به آرامش» و به نشانه اعتراض به این رویکردها، پس از یک روز توقف، انتشار خود را از سر می‌گیرد.

## هزینه‌های انتشار
اواخر شهریور ماه ۱۳۹۱ برخی رسانه‌ها با انتشار خبرهایی مبنی بر اینکه مدیر مسئول روزنامه مغرب، با روش‌هایی غیرقانونی توانسته تبلیغ‌های وسیعی در سطح شهر تهران برای روزنامه مغرب انجام دهد مغرب را محکوم کردند. در همین میان عده‌ای اختلاف‌های اسفندیار رحیم مشایی و رحیمی معاون اول محمود احمدی‌نژاد را بهانه‌ای برای تحلیل رویکرد روزنامه مغرب و مشخص شدن وابستگی این روزنامه به نهاد دولت دانستند. مسئله‌ای که روزنامه مغرب هرگز به آن پاسخ روشنی نداد.

## بازداشت مدیر مسئول
دهم مهر ماه ۱۳۹۱ حوالی ساعت ۱۲ ظهر نیروهای امنیتی دادستانی تهران به دفتر تحریره روزنامه مغرب هجوم می‌برد. این نیروها در حدود ۴ ساعت اقدام به بازجویی برخی افراد و بازررسی تحریریه کردند. در نهایت با بازداشت مدیر مسئول، مدیر روابط عمومی و مدیر امور مالی، محل تحریریه را ترک نمودند، این جریان در حالی اتفاتق افتاد، که چند روز پیش از این تاریخ، روزنامه مغرب اقدام به چاپ عکس سید محمد خاتمی در صفحه اول خود کرده بود، آن هم به صورتی که عکس تمامی صفحه اول روزنامه را پر می‌کرد.

## هیئت تحریره (دوره اول)
از اعضای شناخته شده هیئت تحریره روزنامه مغرب می‌توان به حامد داراب، علیرضا خامسیان، ساتیار امامی، سهیل سلیمانی و سعید آقایی اشاره کرد. همچنین علاوه بر تحریره روزنامه مغرب شخصیت‌های برجسته‌ای همچون فاطمه راکعی، صادق زیباکلام، معصومه ابتکار، رسول منتجب نیا، کیومرث پوراحمد، ناصر تقوایی، محمد بهارلو برای این روزنامه یادداشت نوشته‌اند.

## توقف انتشار
پس از جریان طرح سؤال نمایندگان مجلس از محمود احمدی‌نژاد و حکم حکومتی آیت الله خامنه‌ای مبنی بر این که طرح سؤال از رئیس جمهور متوقف شود. روزنامه مغرب طی نشر کاریکاتوری در صفحه اول خود که چهره محمود احمدی‌نژاد را در صحن مجلس در حال پاره کردن نامه‌ای نشان می‌داد، خبر حکم حکومتی را با تیتر «ختم سؤال» منعکس کرد. کاریکاتوری که منجر به شکایت وزارت ارشاد از روزنامه مغرب و در نهایت توقف انتشار آن شد. امیر موسی کاظمی پس از انعکاس خبر شکایت وزارت ارشاد، در اعتراض به برداشت نادرست آن وزارتخانه، اعلام کرد که روزنامه مغرب تا اطلاع ثانوی منتشر نخواهد شد.

## آزادی مدیر مسئول و دور دوم
انتشار روزنامه مغرب در تاریخ ۷ آذر ماه ۱۳۹۱ در حالی متوقف شد که مدیر مسئول آن دوران بازداشت خود را می‌گذراند. محمد مهدی امامی ناصری پس از ۱۲۰ روز بازداشت مورخ ۸ بهمن ۱۳۹۱ آزاد و در گفتگویی با خبرگزاری فارس گفت: «به زودی وکلای وی دربارهٔ پرونده قضایی و اتهاماتش اطلاعیه‌ای صادر خواهند کرد. امامی ناصری همچنین تصریح کرد:از رسانه‌هایی که اتهاماتی درخصوص بازداشت وی مطرح کرده‌اند، شکایت خواهد کرد. وی همچنین از انتشار مجدد روزنامه مغرب تا پایان ماه جاری خبر داد و گفت این روزنامه با تیم جدید و به عنوان ارگان مطبوعاتی یکی از کاندیداهای ریاست جمهوری یازدهم به عرصه رسانه بازمی‌گردد. مدیر مسئول روزنامه مغرب خاطرنشان کرد این رزونامه در دوره انتشار شفاف تر از گذشته عمل می‌کند و از رسانه‌های اصلی منتقد دولت خواهد بود.» روزنامه مغرب انتشار دوباره خود را از پنجم اسفند ۱۳۹۱ از سر گرفت.

## انتشار نامه سید محمد خاتمی
در شماره پانزدهم از دوره دوم، روزنامه مغرب مورخ ۱۵ اسفند ۱۳۹۱ در صفحه اول خود نامه‌ای از سید محمد خاتمی را منتشر کرد. در بخش‌هایی از این نامه آمده بود: «مغرب «در غروب خردورزی و اعتدال و فعالیت‌های پویای سیاسی و رسانه ای و مطبوعاتی مطمئن و رشد دهنده می‌تواند و باید در کنار معدود نشریات مستقل و روشنگر در کشور روزنه ای به سوی نیک‌اندیشی امیدوار کننده باشد» خاتمی همچنین در جایی از نامه خود خطاب به روزنامه مغرب نوشته بود: «مهم این است که مغرب بماند» چاپ این نامه در فضایی که بارها به روزنامه مغرب به خاطر چاپ عکس سید محمد خاتمی هشدار داده شده بود، حاشیه‌های فراوانی را برای این روزنامه داشت.

## بازداشت مدیر مسئول و تحریریه بخش سیاسی
مدیرمسوول و دبیر سیاسی (علیرضا آقایی راد) و معاون دبیر سیاسی (نوید متقیان) روزنامه مغرب عصر روز چهارشنبه ۱۶ اسفند ۱۳۹۱ تنها یک روز پس از چاپ نامه سید محمد خاتمی با حکم دادستانی تهران بازداشت شدند. این بازداشت در حالی صورت گرفت که روزنامه مغرب شماره یازدهم از دوره دوم خود را منتشر کرده بود. امیرموسی کاظمی ساعاتی پس از بازداشت این سه نفر در گفتگو با خبرگزاری ایسنا، دربارهٔ دلیل این بازداشت گفت: «علتی که عنوان شد نوشتن مطلبی با تیتر «ادب مرد به ز دولت اوست» توسط علیرضا آقایی راد دبیر سیاسی این روزنامه بود که در شماره دهم روزنامه به چاپ رسید. البته در این مطلب به هیچ جغرافیای سیاسی اشاره نشده و فقط براساس تفکر فلاسفه دربارهٔ یک آرمان شهر نوشته شده‌است.»

## لغو مجوز
هیئت نظارت بر مطبوعات ایران روز دوشنبه ۲۱ اسفند ماه ۱۳۹۱ امتیاز روزنامه مغرب را به دلیل آنچه نقض حدود قانونی مطبوعات خواند، لغو کرد. مدیرمسئول این روزنامه در آخرین شماره از دوره دوم آن، نامه‌ای سرگشاده خطاب به آیت‌الله خامنه ای با عنوان «دلنوشته ای به مقام معظم رهبری» ب منتشر کرد و در آن از وضعیت رسانه‌ها و فشارها بر روزنامه نگاران انتقاد کرد. در بخشی از این یادداشت آمده بود: «دیری است که فضای رسانه‌ای کشور را – لااقل در عرصه‌ای که نگارنده در آن مشغول فعالیت است- انبوهی از تحدیدات و تضییقات غیرقانونی و سلیقه‌ای احاطه نموده است که حدوثاً و بقائاً، منشأ پیدایش آسیب‌های متعددی گشته و خواهد گشت. ناگفته هویداست که مقصود از نکوهش این رویه ناصواب به هیچ وجه تأیید کنار نهادن نظامات قانونی وبرخورد حکیمانه حقوقی با هرگونه تخلفی نیست. لیک این کجا و آن کجا؟!»